# Dirka po Italiji 1968
Dirka po Italiji 1968 (italijansko Giro d'Italia 1968) je 51. izvedba dirke po Italiji, tritedenske moške cestne kolesarske etapne dirke. Začela se je 20. maja v Campioneju d'Italia in končala 12. junija v Neaplju. Sodelovalo je 130 kolesarjev iz 13-ih ekip. Rožnato majico je prvič osvojil Eddy Merckx, drugo mesto Vittorio Adorni (oba Faema), tretje pa Felice Gimondi (Salvarani). Rdečo in zeleno majico je osvojil Eddy Merckx.

## Ekipe
- Bic
- Faema
- Fagor–Fargas
- Filotex
- G.B.C.
- Germanvox–Wega
- Kelvinator
- Max Meyer
- Molteni
- Pepsi–Cola
- Peugeot–BP–Michelin
- Salvarani
- Smith's

## Etape
| Etapa | Datum     | Štart/Cilj                           | Razdalja    | Tip         | Tip                  | Zmagovalec                   |             |
| ----- | --------- | ------------------------------------ | ----------- | ----------- | -------------------- | ---------------------------- | ----------- |
| P     | 20. maj   | Campione d'Italia                    | 5.7 km      |             | posamični kronometer | Charly Grosskost (FRA)       |             |
| 1     | 21. maj   | Campione d'Italia – Novara           | 128 km      |             | ravninska etapa      | Eddy Merckx (BEL)            |             |
| 2     | 22. maj   | Novara – Saint-Vincent               | 189 km      |             | gorska etapa         | Eddy Merckx (BEL)            |             |
| 3     | 23. maj   | Saint-Vincent – Alba                 | 168 km      |             | ravninska etapa      | Guido Reybrouck (BEL)        |             |
| 4     | 24. maj   | Alba – Sanremo                       | 162 km      |             | gorska etapa         | Ward Sels (BEL)              |             |
| 5     | 25. maj   | Sanremo – Sanremo                    | 149 km      |             | gorska etapa         | Italo Zilioli (ITA)          |             |
| 6     | 26. maj   | Sanremo – Alessandria                | 223 km      |             | gorska etapa         | José Antonio Momeñe (ESP)    |             |
| 7     | 27. maj   | Alessandria – Piacenza               | 174 km      |             | gorska etapa         | Guerrino Tosello (ITA)       |             |
| 8     | 28. maj   | San Giorgio Piacentino – Brescia     | 225 km      |             | gorska etapa         | Eddy Merckx (BEL)            |             |
| 9     | 29. maj   | Brescia – Lido di Caldonazzo         | 210 km      |             | gorska etapa         | Julio Jiménez (ESP)          |             |
| 10    | 30. maj   | Trento – Monte Grappa                | 136 km      |             | gorska etapa         | Emilio Casalini (ITA)        |             |
| 11    | 31. maj   | Bassano del Grappa – Trst            | 197 km      |             | ravninska etapa      | Guido Reybrouck (BEL)        |             |
| 12    | 1. junij  | Gorica – Tre Cime di Lavaredo        | 213 km      |             | gorska etapa         | Eddy Merckx (BEL)            |             |
| 13    | 2. junij  | Cortina d'Ampezzo – Vittorio Veneto  | 163 km      |             | gorska etapa         | Lino Farisato (ITA)          |             |
| 14    | 3. junij  | Vittorio Veneto – Marina Romea       | 199 km      |             | ravninska etapa      | Luigi Sgarbozza (ITA)        |             |
| 15    | 4. junij  | Ravena – Imola                       | 141 km      |             | ravninska etapa      | Marino Basso (ITA)           |             |
|       | 5. junij  | dan počitka                          | dan počitka | dan počitka | dan počitka          | dan počitka                  | dan počitka |
| 16    | 6. junij  | Cesenatico – San Marino (San Marino) | 49.3 km     |             | posamični kronometer | Felice Gimondi (ITA)         |             |
| 17    | 7. junij  | San Marino (San Marino) – Foligno    | 196 km      |             | ravninska etapa      | Franco Bitossi (ITA)         |             |
| 18    | 8. junij  | Foligno – Abbadia San Salvatore      | 166 km      |             | gorska etapa         | Julio Jiménez (ESP)          |             |
| 19    | 9. junij  | Abbadia San Salvatore – Rim          | 181 km      |             | ravninska etapa      | Luciano Dalla Bona (ITA)     |             |
| 20    | 10. junij | Rim – Rocca di Cambio                | 215 km      |             | gorska etapa         | Luis Pedro Santamarina (ESP) |             |
| 21    | 11. junij | Rocca di Cambio – Blockhaus          | 198 km      |             | gorska etapa         | Franco Bitossi (ITA)         |             |
| 22    | 12. junij | Chieti – Neapelj                     | 235 km      |             | ravninska etapa      | Guido Reybrouck (BEL)        |             |
|       | Skupaj    | Skupaj                               | 3917,3 km   | 3917,3 km   | 3917,3 km            | 3917,3 km                    | 3917,3 km   |

## Razvrstitev po klasifikacijah
| Etapa  | Zmagovalec             | Rožnata majica · | Rdeča majica ·  | Zelena majica ·              | Ekipno |
| ------ | ---------------------- | ---------------- | --------------- | ---------------------------- | ------ |
| P      | Charly Grosskost       | Charly Grosskost | brez            | brez                         | brez   |
| 1      | Eddy Merckx            | Eddy Merckx      | Eddy Merckx     | brez                         | Faema  |
| 2      | Eddy Merckx            | Eddy Merckx      | Eddy Merckx     | Julio Jiménez                | Faema  |
| 3      | Guido Reybrouck        | Michele Dancelli | Eddy Merckx     | Julio Jiménez                | Faema  |
| 4      | Ward Sels              | Michele Dancelli | Guido Reybrouck | Julio Jiménez                | Faema  |
| 5      | Italo Zilioli          | Michele Dancelli | Guido Reybrouck | Julio Jiménez in Eddy Merckx | Faema  |
| 6      | José Antonio Momeñe    | Michele Dancelli | Eddy Merckx     | Julio Jiménez in Eddy Merckx | Faema  |
| 7      | Guerrino Tosello       | Michele Dancelli | Eddy Merckx     | Mariano Díaz                 | Faema  |
| 8      | Eddy Merckx            | Michele Dancelli | Eddy Merckx     | Mariano Díaz                 | Faema  |
| 9      | Julio Jiménez          | Michele Dancelli | Eddy Merckx     | Julio Jiménez                | Faema  |
| 10     | Emilio Casalini        | Michele Dancelli | Eddy Merckx     | Julio Jiménez                | Faema  |
| 11     | Guido Reybrouck        | Michele Dancelli | Eddy Merckx     | Julio Jiménez                | Faema  |
| 12     | Eddy Merckx            | Eddy Merckx      | Eddy Merckx     | Eddy Merckx                  | Faema  |
| 13     | Lino Farisato          | Eddy Merckx      | Eddy Merckx     | Eddy Merckx                  | Faema  |
| 14     | Luigi Sgarbozza        | Eddy Merckx      | Eddy Merckx     | Eddy Merckx                  | Faema  |
| 15     | Marino Basso           | Eddy Merckx      | Eddy Merckx     | Eddy Merckx                  | Faema  |
| 16     | Felice Gimondi         | Eddy Merckx      | Eddy Merckx     | Eddy Merckx                  | Faema  |
| 17     | Franco Bitossi         | Eddy Merckx      | Eddy Merckx     | Eddy Merckx                  | Faema  |
| 18     | Julio Jiménez          | Eddy Merckx      | Eddy Merckx     | Eddy Merckx                  | Faema  |
| 19     | Luciano Dalla Bona     | Eddy Merckx      | Eddy Merckx     | Eddy Merckx                  | Faema  |
| 20     | Luis Pedro Santamarina | Eddy Merckx      | Eddy Merckx     | Eddy Merckx                  | Faema  |
| 21     | Franco Bitossi         | Eddy Merckx      | Eddy Merckx     | Eddy Merckx                  | Faema  |
| 22     | Guido Reybrouck        | Eddy Merckx      | Eddy Merckx     | Eddy Merckx                  | Faema  |
| Skupaj | Skupaj                 | Eddy Merckx      | Eddy Merckx     | Eddy Merckx                  | Faema  |

## Končna razvrstitev
| Legenda | Legenda                                    | Legenda | Legenda                         |
| ------- | ------------------------------------------ | ------- | ------------------------------- |
|         | Predstavlja vodilnega v skupnem seštevku   |         | Predstavlja vodilnega po točkah |
|         | Predstavlja vodilnega v gorski razvrstitvi |         |                                 |

### Rožnata majica
| Poz. | Kolesar                | Ekipa        | Čas          |
| ---- | ---------------------- | ------------ | ------------ |
| 1    | Eddy Merckx (BEL)      | Faema        | 108h 42' 27" |
| 2    | Vittorio Adorni (ITA)  | Faema        | + 5' 01"     |
| 3    | Felice Gimondi (ITA)   | Salvarani    | + 9' 05"     |
| 4    | Italo Zilioli (ITA)    | Filotex      | + 9' 17"     |
| 5    | Willy Vanneste (BEL)   | Bic          | + 10' 43"    |
| DSQ  | Gianni Motta (ITA)     | Molteni      | + 12' 23"    |
| 6    | Michele Dancelli (ITA) | Pepsi–Cola   | + 12' 33"    |
| 7    | Franco Balmamion (ITA) | Molteni      | + 15' 43"    |
| 8    | Francisco Gabica (ESP) | Fagor–Fargas | + 16' 59"    |
| 9    | Franco Bitossi (ITA)   | Filotex      | + 19' 02"    |
| 10   | Julio Jiménez (ESP)    | Bic          | + 19' 51"    |

### Rdeča majica
| Poz. | Kolesar                | Ekipa          | Točke |
| ---- | ---------------------- | -------------- | ----- |
| 1    | Eddy Merckx (BEL)      | Faema          | 198   |
| 2    | Franco Bitossi (ITA)   | Filotex        | 138   |
| 3    | Michele Dancelli (ITA) | Pepsi–Cola     | 132   |
| DSQ  | Gianni Motta (ITA)     | Molteni        | 122   |
| 4    | Marino Basso (ITA)     | Molteni        | 122   |
| 5    | Guido Reybrouck (BEL)  | Faema          | 115   |
| 6    | Felice Gimondi (ITA)   | Salvarani      | 96    |
| 7    | Vittorio Adorni (ITA)  | Faema          | 88    |
| 8    | Italo Zilioli (ITA)    | Filotex        | 73    |
| 9    | Julio Jiménez (ESP)    | Bic            | 73    |
| 10   | Vito Taccone (ITA)     | Germanvox–Wega | 60    |

### Zelena majica
| Poz. | Kolesar                  | Ekipa        | Točke |
| ---- | ------------------------ | ------------ | ----- |
| 1    | Eddy Merckx (BEL)        | Faema        | 340   |
| DSQ  | Mariano Díaz (ESP)       | Fagor–Fargas | 210   |
| 3    | Julio Jiménez (ESP)      | Bic          | 180   |
| 4    | Giancarlo Polidori (ITA) | Pepsi–Cola   | 140   |
| 4    | Joaquín Galera (ESP)     | Fagor–Fargas | 140   |
| 6    | Franco Bitossi (ITA)     | Filotex      | 90    |

### Traguardi a sorpresa
| Poz. | Kolesar                     | Ekipa          | Točke |
| ---- | --------------------------- | -------------- | ----- |
| 1    | Marino Basso (ITA)          | Molteni        | 22    |
| 2    | Roberto Ballini (ITA)       | Max Meyer      | 15    |
| 3    | Pietro Campagnari (ITA)     | Molteni        | 14    |
| 4    | Luciano Armani (ITA)        | Faema          | 13    |
| 5    | Giancarlo Polidori (ITA)    | Pepsi–Cola     | 10    |
| 6    | Julio Jiménez (ESP)         | Bic            | 8     |
| 6    | Luis Santamarina (ESP)      | Fagor–Fargas   | 8     |
| 6    | Franco Bitossi (ITA)        | Filotex        | 8     |
| 9    | Giuseppe Milioli (ITA)      | Germanvox–Wega | 6     |
| 10   | Italo Zilioli (ITA)         | Filotex        | 5     |
| 10   | Rem Stefanoni (ITA)         | Max Meyer      | 5     |
| 10   | Mariano Díaz (ESP)          | Fagor–Fargas   | 5     |
| 10   | Lino Farisato (ITA)         | Faema          | 5     |
| 10   | Raymond Delisle (FRA)       |                | 5     |
| 10   | Claudio Michelotto (ITA)    | Max Meyer      | 5     |
| 10   | Daminiano Capodivento (ITA) | G.B.C.         | 5     |
| 10   | Georges Vandenberghe (BEL)  | Smith's        | 5     |

### Ekipna razvrstitev
| Poz. | Ekipa          | Točke |
| ---- | -------------- | ----- |
| 1    | Faema          | ?     |
| 2    | Molteni        | ?     |
| 3    | Fagor–Fargas   | ?     |
| 4    | Pepsi–Cola     | ?     |
| 5    | Filotex        | ?     |
| 6    | Bic            | ?     |
| 7    | Salvarani      | ?     |
| 8    | Max Meyer      | ?     |
| 9    | Germanvox–Wega | ?     |
| 10   | Smith's        | ?     |